# Alles
Alles es una parroquia del concejo asturiano de Peñamellera Alta (España), y un lugar de dicha parroquia.
El lugar de Alles, capital del concejo de Peñamellera Alta, es la única población de la parroquia de Alles. 
La parroquia de Alles tiene una superficie de 19,41 km² y una población INE 2010 de 184 habitantes (97 varones y 87 mujeres).

## Patrimonio
En el pueblo se puede destacar la iglesia barroca de San Pedro (siglo XVIII). A las afueras están los restos de San Pedro de Plecín. Se halla también la torre de Lombero, restos de un torreón defensivo medieval, reformado en 1646 por Domingo de Mier y Trespalacios. 
|                                |
| Iglesia de San Pedro de Alles. |

|                                 |
| Iglesia de San Pedro de Plecín. |